# Glacier Kwong
Glacier Kwong   (11 de juliol de 1996) és una activista política de Hong Kong. Es va iniciar a l'activisme ben jove el 2014 durant la Revolució dels Paraigües. Instal·lada a la ciutat alemanya de Hamburg d'ençà del 2018, és la fundadora de l'organització no-governmental Keyboard Freedom, que monitora els abusos de privacitat i la censura a Internet.